# Megaphorus pallidus
Megaphorus pallidus är en tvåvingeart som först beskrevs av Johnson 1958.  Megaphorus pallidus ingår i släktet Megaphorus och familjen rovflugor.
Artens utbredningsområde är Utah. Inga underarter finns listade i Catalogue of Life.